# Małgorzata Molęda-Zdziech
Małgorzata Molęda-Zdziech (ur. 21 grudnia 1966) – polska socjolożka, profesor nadzwyczajny Szkoły Głównej Handlowej w Warszawie, doktor habilitowana nauk społecznych w dyscyplinie nauki o polityce. Pracowniczka w Katedrze Studiów Politycznych w Kolegium Ekonomiczno-Społecznym Szkoły Głównej Handlowej w Warszawie.

## Życiorys
W 1990 uzyskała licencjat antropologii społecznej i kulturowej na paryskim Université de Paris V zaś w 1994 magisterium z socjologii na Uniwersytecie Warszawskim. W latach 1994–1995 ukończyła ponadto studia podyplomowe Master HEC/SGH Zarządzania Gospodarką Europejską. W 2003 obroniła napisaną pod kierunkiem Witolda Morawskiego pracę doktorską Lobbing i jego wzory. Polskie poszukiwania na Wydziale Filozofii i Socjologii Uniwersytetu Warszawskiego. Promotorem był prof. dr hab. Witold Morawski. W 2014 uzyskała habilitację w zakresie nauk społecznych na Wydziale Nauk Społecznych Uniwersytetu Wrocławskiego na podstawie pracy Czas celebrytów, Mediatyzacja życia publicznego.
W 1996 rozpoczęła pracę w Szkole Głównej Handlowej w Warszawie. W latach 2016–2018 była redaktorką naczelną czasopisma „Studia i Prace. Kwartalnik Ekonomiczno-Społeczny”. W latach 2017–2018 pełniła funkcję p.o. dyrektora, a od 1 czerwca 2018 dyrektorki w Biurze Promocji Nauki PolSCA PAN w Brukseli. W latach 2000–2003 była wicedyrektorką Polsko-Francuskiego Programu Studiów Europejskich SGH-Sciences Po. Od 1996 do 2015 współpracowała z Collegium Civitas, od 2000 do 2009 z Instytutem Socjologii Uniwersytetu Warszawskiego, zaś od 2005 do 2011 z Krajową Szkołą Administracji Publicznej. 
Członkini-założycielka oraz członkini Zarządu Stowarzyszenia Francja-Polska; od 2009 do listopada 2017 roku członkini Obywatelskiego Forum Legislacji przy Fundacji im. Stefana Batorego; członkini Zarządu Polskiego Towarzystwa Komunikacji Społecznej w kadencji 2016–2019. Trzykrotna stypendystka rządu francuskiego, w 2016 odznaczona Krzyżem Kawalerskim Orderu Palm Akademickich.

## Najważniejsze publikacje
- Obecna nieobecność – aktorski bojkot radia i telewizji w stanie wojennym, Oficyna Naukowa, Warszawa 1994,
- Czas celebrytów. Mediatyzacja życia publicznego, Difin, Warszawa 2013,
- Lobbing w Unii Europejskiej, ISP, Warszawa 2002 (z U. Kurczewską),
- Lobbing. Sztuka skutecznego wywierania wpływu, Oficyna Ekonomiczna, Kraków 2006 (z K. Jasieckim oraz U. Kurczewską),
- Kreatywność i innowacyjność w erze cyfrowej. Twórcza destrukcja 2 (red.; z A. Zorską i B. Jungiem), Oficyna Wydawnicza SGH, Warszawa 2014,
- Od lobbingu klasycznego ku cyberlobbingowi, w: Grupy interesu i lobbing. Polskie doświadczenia w unijnym kontekście, red. K. Jasiecki, Wydawnictwo IFiS PAN, Warszawa 2011, s. 170–191,
- How to Effectively Communicate on the Issue of Climate Change: In Search of a Good Media and Public Relations Strategy for Businesses, w: Companies on Climate Change, red. M. Cygler, C. Fabregoule, Oficyna Wydawnicza SGH, Warszawa 2011, s. 301–318,
- Mediatyzacja jako ujęcie teoretyczne dla opisu rzeczywistości społecznej, w: Nowe rzeczywistości społeczne, nowe teorie socjologiczne, red. M. Gdula, A. Grzymała-Kazłowska, R. Włoch, Scholar, Warszawa 2012, s. 48–67,
- Amerykańskie wybory prezydenckie w erze postprawdy, red. J. Misiuna, M. Molęda-Zdziech, S. Łubiarz, 2018.